# Ursache-Wirkungs-Modellierung
Eine Ursache-Wirkungs-Modellierung veranschaulicht kausale bzw. systemische Zusammenhänge. Dabei wird ein Ausschnitt aus der Realität in einem Modell betrachtet, wesentliche Faktoren benannt und mit Wirkungspfeilen miteinander verbunden; gegebenenfalls wird die jeweilige Wirkung weiter beschrieben und die Summe der Wirkungen analysiert.
Die Modellierung dient der Entscheidungsunterstützung bei Problemen, die durch eine Vielzahl von zu berücksichtigenden Faktoren oder auch eine hohe gegenseitige Beeinflussung (Vernetzung) dieser Faktoren gekennzeichnet sind. Bereits bei vier Faktoren stößt der Mensch an eine kognitive Grenze. Daher werden diverse Hilfsmittel eingesetzt, insbesondere Software.
Unterschieden werden kann zwischen reinen Visualisierungen wie Mind-Mapping, Concept-Mapping, Ursache-Wirkungs-Diagrammen, qualitativen Modellierungen sowie quantitativen Modellierungen. 
Anwendungsbereiche dieser Modellierungen sind vor allem private, politische und unternehmerische Entscheidungssituationen, aber auch sozial-, wirtschafts- und naturwissenschaftliche Disziplinen.